# 桐野江涼子
桐野江涼子は、日本の元女子インドアバレーボール選手、ビーチバレーボール選手。第3回、第4回全日本ビーチバレーボール女子選手権大会優勝。

## 来歴
兵庫県立神戸甲北高等学校卒業後、1989年にユニチカに入社し、ユニチカ・フェニックスに所属。日本リーグ準優勝などに貢献。シーズンオフには、第3回、第4回全日本ビーチバレーボール女子選手権大会にチームメイトと組んで出場し、タイトルを獲得する。

## 所属チーム
- 兵庫県立神戸甲北高等学校
- ユニチカ・フェニックス（1989-1993年）